# Ormyrus eugeniae
Ormyrus eugeniae är en stekelart som beskrevs av Jean Risbec 1955. Ormyrus eugeniae ingår i släktet Ormyrus och familjen kägelglanssteklar.
Artens utbredningsområde är Madagaskar. Inga underarter finns listade i Catalogue of Life.